# Andon (Alpes-Maritimes)
Andon település Franciaországban, Alpes-Maritimes megyében. Lakosainak száma 652 fő (2022. január 1.). Andon Caille, Caussols, Cipières, Escragnolles, Gréolières, Le Mas, Saint-Auban, Saint-Vallier-de-Thiey és Valderoure községekkel határos.

## Népesség
A település népességének változása:
| Lakosok száma | 341  | 249  | 300  | 504  | 561  | 562  | 620  | 648  | 644  | 652  |
|               | 1968 | 1982 | 1990 | 2006 | 2013 | 2015 | 2017 | 2019 | 2020 | 2022 |